# Celon
Celon és un municipi francès, situat al departament de l'Indre i a la regió de Centre – Vall del Loira. L'any 2007 tenia 384 habitants.

## Demografia

### Població
El 2007 la població de fet de Celon era de 384 persones. Hi havia 166 famílies, de les quals 46 eren unipersonals (23 homes vivint sols i 23 dones vivint soles), 62 parelles sense fills, 46 parelles amb fills i 12 famílies monoparentals amb fills.
La població ha evolucionat segons el següent gràfic:
Habitants censats

### Habitatges
El 2007 hi havia 216 habitatges, 169 eren l'habitatge principal de la família, 33 eren segones residències i 15 estaven desocupats. 210 eren cases i 4 eren apartaments. Dels 169 habitatges principals, 120 estaven ocupats pels seus propietaris, 48 estaven llogats i ocupats pels llogaters i 1 estava cedit a títol gratuït; 5 tenien dues cambres, 23 en tenien tres, 46 en tenien quatre i 95 en tenien cinc o més. 125 habitatges disposaven pel capbaix d'una plaça de pàrquing. A 69 habitatges hi havia un automòbil i a 89 n'hi havia dos o més.

### Piràmide de població
La piràmide de població per edats i sexe el 2009 era:
| Homes | Edats   | Dones |
| ----- | ------- | ----- |
| 0     | 95 o +  | 0     |
| 0     | 90 a 94 | 0     |
| 4     | 85 a 89 | 8     |
| 8     | 80 a 84 | 4     |
| 12    | 75 a 79 | 8     |
| 4     | 70 a 74 | 8     |
| 4     | 65 a 69 | 8     |
| 16    | 60 a 64 | 4     |
| 0     | 55 a 59 | 8     |
| 24    | 50 a 54 | 28    |
| 12    | 45 a 49 | 16    |
| 12    | 40 a 44 | 12    |
| 20    | 35 a 39 | 16    |
| 24    | 30 a 34 | 12    |
| 4     | 25 a 29 | 16    |
| 0     | 20 a 24 | 16    |
| 8     | 15 a 19 | 8     |
| 8     | 10 a 14 | 4     |
| 8     | 5 a 9   | 20    |
| 8     | 0 a 4   | 12    |

## Economia
El 2007 la població en edat de treballar era de 259 persones, 195 eren actives i 64 eren inactives. De les 195 persones actives 171 estaven ocupades (97 homes i 74 dones) i 25 estaven aturades (11 homes i 14 dones). De les 64 persones inactives 29 estaven jubilades, 13 estaven estudiant i 22 estaven classificades com a «altres inactius».

### Ingressos
El 2009 a Celon hi havia 173 unitats fiscals que integraven 409 persones, la mediana anual d'ingressos fiscals per persona era de 15.984 €.

### Activitats econòmiques
Dels 19 establiments que hi havia el 2007, 2 eren d'empreses extractives, 3 d'empreses de fabricació d'altres productes industrials, 2 d'empreses de construcció, 6 d'empreses de comerç i reparació d'automòbils, 3 d'empreses de transport, 1 d'una empresa d'hostatgeria i restauració, 1 d'una empresa de serveis i 1 d'una empresa classificada com a «altres activitats de serveis».
Dels 4 establiments de servei als particulars que hi havia el 2009, 1 era una oficina de correu, 1 taller de reparació d'automòbils i de material agrícola, 1 fusteria i 1 restaurant.
L'any 2000 a Celon hi havia 12 explotacions agrícoles que ocupaven un total de 714 hectàrees.

## Equipaments sanitaris i escolars
El 2009 hi havia una escola maternal integrada dins d'un grup escolar amb les comunes properes formant una escola dispersa.

## Poblacions més properes
El següent diagrama mostra les poblacions més properes.